# MS Bremen
O MS Bremen é um navio de passageiros operado como navio de cruzeiro pela Hapag-Lloyd. É conhecido por trafegar em áreas remotas do planeta.[carece de fontes?]
Em julho de 2018, um tripulante do navio matou um urso polar no arquipélago Svalbard, depois de um segurança da embarcação ter sido atacado pelo animal, quando inspecionava o local. O fato repercutiu de forma negativa entre os ativistas de organizações de defesa dos animais.